# Daniel Daniélis
Daniel Daniélis (getauft am 1. Mai 1635 in Visé; † 17. September 1696 in Vannes) war ein wallonischer Kapellmeister und Komponist des Barock aus dem Hochstift Lüttich.

## Leben und Wirken
Daniel Daniélis war ab dem 11. Dezember 1657 Organist an der Lambertuskathedrale Lüttich, wo er gleichzeitig als Sänger tätig war. Im Frühjahr 1658 weilte er im unweit von Lüttich gelegenen Spa, wo er dem Herzog Gustav Adolf von Mecklenburg-Güstrow begegnete, dieser stellte ihn als Bassisten ein und ernannte ihn im Februar 1661 zum Kapellmeister, ein Amt, das er mit einer Unterbrechung bis 1681 ausübte.

### Daniélis in Güstrow
Augustin Pfleger (1635–1686), der 1662 als Vize-Kapellmeister angenommen wurde, konnte sich mit Danielis, „der ein Streithammel war“, nicht vertragen.

Mehrere Musiker beschwerten sich ebenfalls beim Herzog. „Unsere deutschen Musiker, die sich die Leitung eines Ausländers gefallen lassen sollten, dem sie eine musikalische Überlegenheit nicht zugestehen konnten, der aber, wie es ja leider in Deutschland häufig der Fall war, eben darum einen Vorzug genoß, weil er Ausländer war, kamen bald genug mit Danielis in Streit. [Der Cembalist und Organist] Schop beklagte sich 1662, Danielis sei bei einer Musikaufführung gegen ihn grob gewesen. Es kam zum Prozeß. Schop sagte, er habe vom Kapellmeister nichts gelernt, dieser vielmehr ihm manche Note abgeborgt, auch für den Monat Klavierunterricht ihm einen Ducaten geboten. Der Streit spielte sich auf dem Orgelchor in der Kirche ab. Danielis bestritt dies und sagte, Schops Kompositionen wären Kinderpossen, aus seinen gestohlen und nichts wert usw. Daniélis sprach französisch; Schop verlangte, ‚er möge Teutsch reden‘; darauf griff Danielis nach dem Degen und forderte den Organisten. Die Eintracht wurde zwar hergestellt, doch dauerte sie nicht lange, denn Danielis benahm sich weiterhin übermütig, und unsere deutschen Musiker waren durchaus nicht geneigt, Danielis als ihren Vorgesetzten besonders zu respektieren.“
Die allgemeinen Umstände in Güstrow müssen nicht gut gewesen sein, die Besoldungen wurden nur unregelmäßig ausgezahlt und so beklagte sich selbst der Kapellmeister über „schlechten Tisch“ und meinte, „er könne daraus auch ersehen, daß sich der Herzog gar nicht um ihn kümmere“. Um 1674 ist Daniélis zeitweise aus Güstrow verschwunden, kehrte aber 1678 wieder zurück und versuchte die nur noch aus sieben Musikern bestehende Hofkapelle wieder aufzurichten.

### Zeit in Frankreich
Ostern 1681 verließ Daniélis Güstrow endgültig und es verschlug ihn nach Frankreich. Dort war die Bewerbung um die Kapellmeisterstelle an der Chapelle Royale in Versailles, in Nachfolge des aus seiner näheren Heimat stammenden Henri Dumont, sowie Pierre Roberts erfolglos. So wirkte er ab Januar 1684 bis zu seinem Tode 1696, als Kapellmeister der Kathedrale von Vannes.

## Werk
Daniélis komponierte erst im damals gängigen italienischen Stil, der in Mitteleuropa gepflegt wurde. Von seinem vielseitigen Schaffen sind nur 72 ein- bis vierstimmige Motetten (Petits motets) erhalten, alles andere, darunter Messen, Lieder und Ballette und seine beiden Bühnenwerke sind verschollen. Die noch vorhandenen Motetten, die den italienischen und französischen Geschmack vereinen, gelten als beeinflussend für André Campra und François Couperin.